# ایزوتیپندیل
ایزوتیپندیل (انگلیسی: Isothipendyl) آنتاگونیست H1 (آنتی هیستامین) نسل اول است که دارای ویژگی‌های آنتی کولینرژیک نیز هست و به عنوان داروی ضدخارش استفاده می‌شود. به دلیل عوارض جانبی ناشی از ویژگی‌های آنتی کولینرژیک، مانند خواب آلودگی امروزه کمتر از این دارو استفاده می‌شود، ولی هنوز به به طور موضعی برای تسکین حشره گزیدگی و خارش به طور محدود به کار می‌رود.